# Christoph Langhof

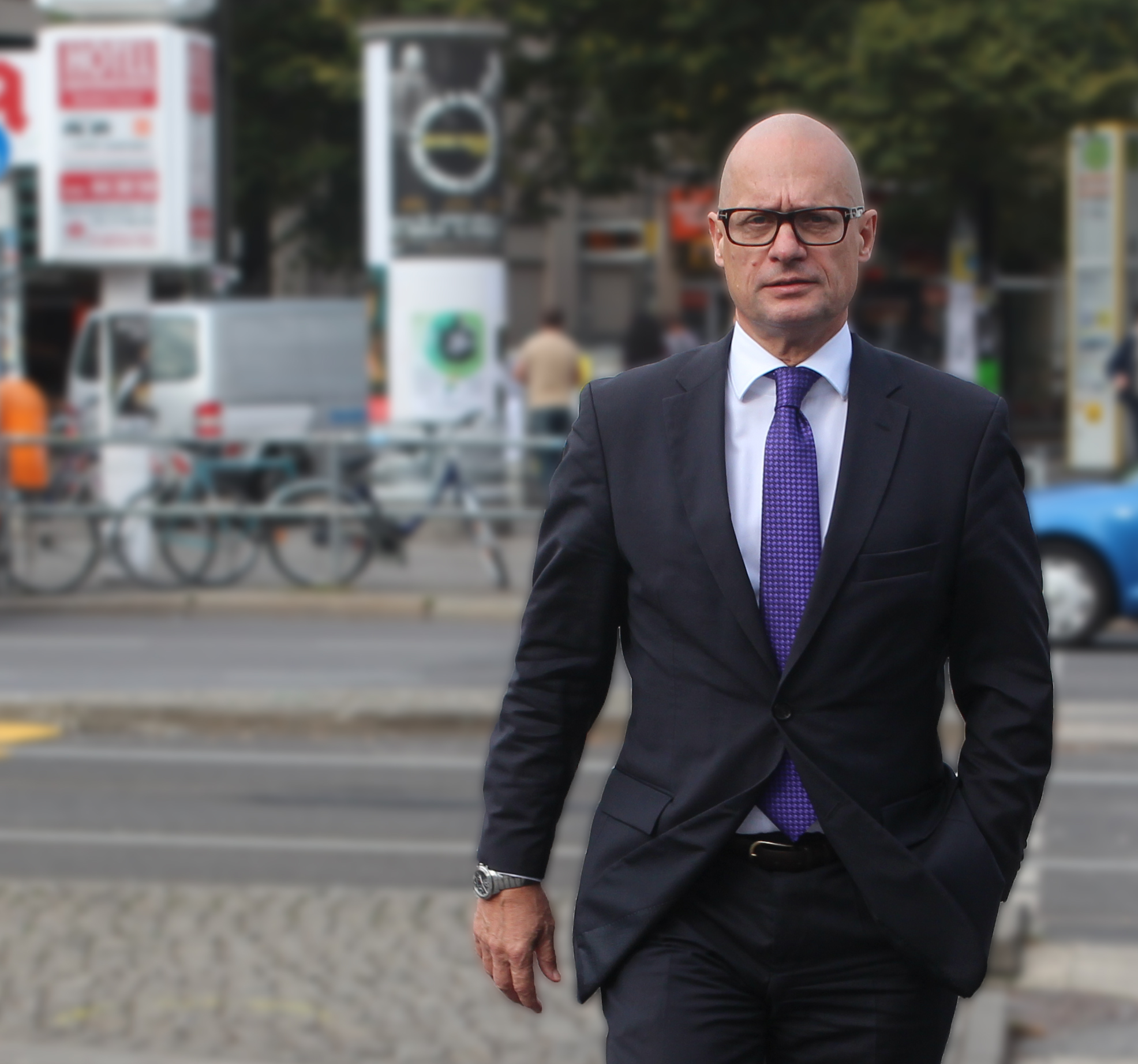
Architekt Christoph Langhof

Christoph Langhof (* 16. September 1948 in Linz, Österreich) ist ein in Berlin lebender Architekt. Zu seinen wichtigsten Bauten gehören die Zentrale der Berliner Wasserbetriebe, das Classicon am Leipziger Platz sowie das Horst-Korber-Zentrum beim Olympiastadion Berlin.

## Leben
Christoph Langhof studierte an der Technischen Universität Wien und an der Universität für Angewandte Kunst in Wien. Anschließend setzte er sein Studium an der Staatlichen Kunstakademie in Düsseldorf bei Hans Hollein und an der Hochschule der Künste Berlin (heute Universität der Künste Berlin) bei Ludwig Leo fort. Bei Leo hat Christoph Langhof auch sein Diplom gemacht. 1978 gründete er in Berlin das Architekturbüro Langhof Architekten. Seit 2001 ist er geschäftsführender Gesellschafter von LANGHOF® Studio für Architektur-Design Berlin.
Sein Architekturbüro entwickelt Bauprojekte für öffentliche und private Auftraggeber. Als Konzeptarchitekt liegt der Schwerpunkt auf den Bereichen Vorentwurf, Entwurf, Genehmigungsplanung und künstlerische Leitung und Leit-Detail. In Deutschland ist er vor allem für seine Hochhausarchitektur bekannt, die er als Antwort auf die städtebaulichen Herausforderungen angesichts einer schnell wachsenden Bevölkerung sieht. Im Mittelpunkt seiner Entwürfe stehen Hochhäuser mit Hybridnutzung. Beispiele für multifunktionale Hochhäuser sind Entwürfe für das Upper West am Berliner Breitscheidplatz und das Hochhaus „Der Hardenberg“ am Hardenbergplatz am Bahnhof Zoo. Öffentlich diskutiert wurde sein Hochhausentwurf Epsilon für Berlin-Kreuzberg. Ein weiteres Projekt ist die neue Wohnanlage „Südmole“ am Zollhafen Mainz.

## Sonstiges
Langhof unterrichtete von 1987 bis 1989 als Diploma Unit Master an der Architectural Association School of Architecture in London eine Meisterklasse und von 1990 bis 1991 hatte er eine Gastprofessur an der Hochschule für Bildende Künste in Frankfurt am Main. Von 1995 bis 2003 war er Professor und Leiter des Instituts für Städtebau an der Universität Innsbruck. 2002 war Langhof Mitglied des Präsidiums des Bund Deutscher Architekten (BDA). Bereits zweimal wurde er zur Architektur Biennale Venedig eingeladen.

## Auszeichnungen
Christoph Langhof erhielt den ersten Berliner Architekturpreises für das Horst-Korber-Sportzentrum. Für das Classicon am Leipziger Platz in Berlin erhielt er den Artib Award für die beste Büroimmobilie. Das Upper West, Berlin gewann 2018 Gold in der Kategorie Gewerbe beim Fiabci prix, d‘excellence, Germany. 2019 wurde das Upper West mit Gold in der Kategorie „Mixed-use Development“ des internationalen FIABCI World Prix ausgezeichnet. Der Fiabci gilt als Oscar der Immobilienbranche.

## Bauten und Projekte

### Ausgeführte Bauwerke
- 1982–1987: Bad am Spreewaldplatz, Berlin-Kreuzberg
- 1985–1987: Wohnbebauung Dessauer Straße, Berlin-Kreuzberg, Internationale Bauausstellung 1987 (IBA 87)
- 1987–1990: Horst-Korber-Sportzentrum, Glockenturmstraße, Berlin-Westend, ausgezeichnet mit dem Berliner Architekturpreis
- 1998–1999: Paul-Lincke-Höfe, Liegnitzer Straße, Berlin-Kreuzberg
- 1997–2000: Bürogebäude der Berliner Wasserbetriebe, Stralauer Straße, Berlin-Mitte[18]
- 1997–2002: Turnhalle für Artisten, Berlin
- 2003–2005: Geschäftshaus Classicon – Leipziger Platz, Berlin-Mitte
- 2005: Wax in the City – Berlin, Dresden, Hamburg, Köln, München, Nürnberg
- 2013–2017: Hotel Upper West, Breitscheidplatz, Berlin-Charlottenburg[19]
- 2016–2019: Zollhafen Mainz Südmole

### Nicht ausgeführte Projekte & Entwürfe
- Hardenberg, Berlin[20]
- Zollhafen Mainz: geladener Wettbewerb, 1. Preis
- Steinbrauerei, Salzburg: geladener Wettbewerb, 1. Preis
- Cuvryhöfe Kreuzberg, Berlin: geladener Wettbewerb, 1. Preis
- AfE-Turm, Frankfurt: geladener Wettbewerb, 2. Preis
- Landesbank Baden-Württemberg, Stuttgart: geladener Wettbewerb
- Behörde für Stadtentwicklung & Umwelt (BSU), Hamburg: geladener Wettbewerb
- Campus Heidelberg, Heidelberg: geladener Wettbewerb
- Rundschau-Areal, Frankfurt am Main: geladener Wettbewerb
- Pyatnitskoe, Moskau
- Pop Up Hotel, Europäische Großstädte
- Thermal Spa, Pionerskij, Kaliningrad
- Ochta, St. Petersburg
- Westkreuz, Berlin
- Two Towers, Berlin